# Бялосливе (гмина)
Бялосливе (пол. Białośliwie) — сельская гмина (волость) в Польше, входит как административная единица в Пилский повет, Великопольское воеводство. Население — 4867 человек (на 2004 год).

## Сельские округа
1. Бялосливе
2. Двожаково
3. Дембувко-Нове
4. Дембувко-Старе
5. Кростково
6. Нежыхово
7. Побурка-Мала
8. Побурка-Велька
9. Томашево
10. Нежыхувко

## Соседние гмины
1. Гмина Мястечко-Краеньске
2. Гмина Шамоцин
3. Гмина Выжиск
4. Гмина Высока